# 語言遊學
語言遊學泛指所有在海外進行的語言學習課程，包括青少年在暑期參加的全包遊學團，或是成年人根據喜好挑選語言學校的自選課程。一般情況下，住宿和觀光旅遊為課程所包含的項目。除了學習語言，課程更滲入不同的原素，例如文學、藝術及課後社交活動等。
因此，語言遊學可說是揉合了語言學習、旅遊及教育於一身，儘量讓參加者於最短的時間內學習一種語言，並親身體驗當地文化。
目前多以英語系國家最為熱門，大部分遊學團都會舉辦說明會，已美國、英國、澳洲、紐西蘭...，透過情感式學習方式，讓語言更加深刻印象。